# Dekanat Hańsk
Dekanat Hańsk – jeden z 25 dekanatów w rzymskokatolickiej diecezji siedleckiej.

## Parafie
W skład dekanatu wchodzi 10 parafii.
- parafia NMP Królowej Polski – Dubeczno
- parafia św. Rajmunda – Hańsk Pierwszy
- parafia św. Stanisława Kostki – Kosyń
- parafia MB Częstochowskiej – Stary Brus
- parafia św. Jana Chrzciciela – Uhrusk
- parafia Chrystusa Miłosiernego – Urszulin
- parafia św. Stanisława – Wereszczyn
- parafia Ducha Świętego – Wola Uhruska
- parafia św. Izydora – Wola Wereszczyńska
- parafia św. Andrzeja Boboli – Wytyczno

Według danych zgromadzonych przez Kurię Diecezji Siedleckiej dekanat liczy 12 980 wiernych.

## Sąsiednie dekanaty
Chełm – Wschód (archidiec. lubelska), Chełm – Zachód (archidiec. lubelska), Łęczna (archidiec. lubelska), Parczew, Siedliszcze (archidiec. lubelska), Włodawa